# Joseph Monnard
Jean Joseph Monnard (né le 11 février 1901 à Chamonix, mort dans la même ville le 3 février 1973) est un joueur professionnel français de hockey sur glace.

## Carrière
Joseph Monnard fait toute sa carrière au Chamonix Hockey Club. Il est champion de France en 1923, 1925, 1927.
Joseph Monnard fait partie de l'équipe de France de 1923 à 1926. Il participe aux Jeux olympiques de 1924 à Chamonix,. Il prend part aux championnats d'Europe en en 1923, en 1924 où la France est championne et en 1926.